# 勒农河畔圣日耳曼
勒农河畔圣日耳曼（法語：Saint-Germain-sur-Renon，法語發音：[sɛ̃ ʒɛʁmɛ̃ syʁ ʁənɔ̃]）是法国安省的一个市镇，属于布雷斯地区布尔格区。

## 地理
勒农河畔圣日耳曼（46°4'50"N, 5°3'27"E）面积15.8 平方千米，位于法国奥弗涅-罗讷-阿尔卑斯大区安省，该省份为法国东部省份，北起汝拉省，西北接索恩-卢瓦尔省，西接罗讷省和里昂大都会，南至伊泽尔省，东与萨瓦省、上萨瓦省和瑞士接壤。
与勒农河畔圣日耳曼接壤的市镇（或旧市镇、城区）包括：拉沙佩勒-迪沙特拉尔、马尔略、圣安德烈勒布舒、勒农河畔圣乔治、圣保罗德瓦拉克斯。
勒农河畔圣日耳曼的时区为UTC+01:00、UTC+02:00（夏令时）。

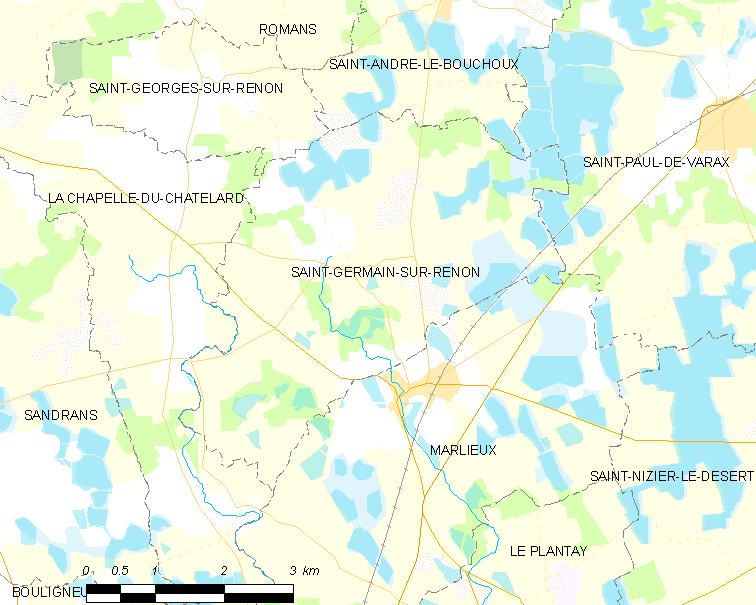
勒农河畔圣日耳曼的OSM定位图

## 行政
勒农河畔圣日耳曼的邮政编码为01240，INSEE市镇编码为01359。

## 政治
勒农河畔圣日耳曼所属的省级选区为沙拉罗讷河畔沙蒂永县。

## 人口

1962-2008年间勒农河畔圣日耳曼人口变化图示

勒农河畔圣日耳曼于2022年1月1日时的人口数量为262人。